# Singapurische Badmintonmeisterschaft 1932/33
Die Singapurische Badmintonmeisterschaft 1932/33 fand an mehreren Terminen im Jahr 1932 statt. Es war die fünfte Badminton-Meisterschaft in Singapur. Es wurden die Titelträger im Herreneinzel, Herrendoppel und Dameneinzel ermittelt. Im Gegensatz zum Vorjahr gab es keine Titelkämpfe im Damendoppel und Mixed. Sieger im Herreneinzel wurde zum fünften Mal in Folge E. J. Vass, der das Finale gegen See Gim Hock, welcher ebenfalls zum fünften Mal im Endspiel stand, gewann. See Gim Hock hielt sich jedoch im Herrendoppel mit Koh Keng Siang schadlos, wo er seinen ersten nationalen Titel gewinnen konnte.

## Austragungsort
S.V.C. Drill Hall

## Finalresultate
| Disziplin    | Sieger                      | Finalist                    | Ergebnis           |
| ------------ | --------------------------- | --------------------------- | ------------------ |
| Herreneinzel | E. J. Vass                  | See Gim Hock                | 6–15, 17–16, 15–12 |
| Dameneinzel  | Alice Pennefather           | E. da Silva                 |                    |
| Herrendoppel | See Gim Hock Koh Keng Siang | Tan Peng Chiow Tan Swee Wah | 21-5, 21-9         |